# Francia egyfrankos érme

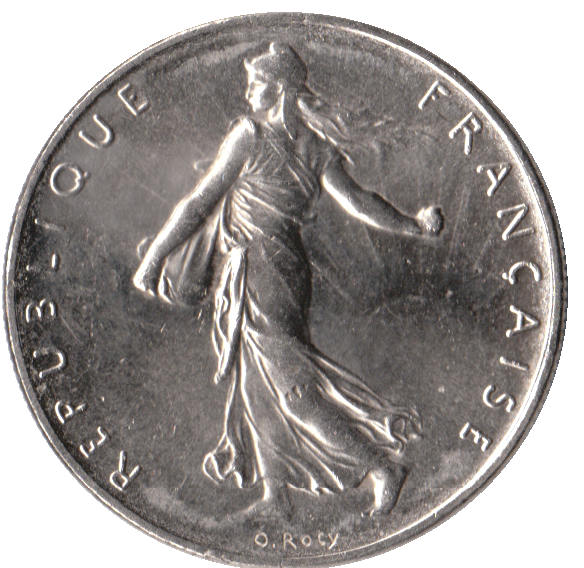
Az egyfrankos érme előlapja

Az 1960-ban bevezetett francia egyfrankos érme az euró 2002-es bevezetéséig volt forgalomban, így a legtovább forgalomban levő francia érmetípusnak számít a frank bevezetése óta (a szintén 1960-2001 között vert egycentime-os a pénzforgalomban már nem játszott szerepet). Az érmét az 1898-1920 között vert ezüst egyfrankos érmeképével (melynek domináns alakja a köztársaságot szimbolizáló, vető női alak – La Semeuse), a pénzreform előtti százfrankos fizikai paramétereivel hozták forgalomba 1960-ban. 

## Leírás

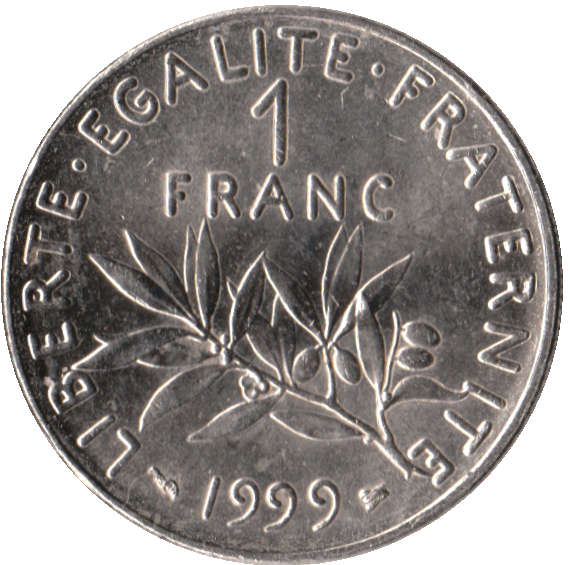
Az egyfrankos érme hátlapja

Az érme anyaga nikkel, súlya 6 g, átmérője 24, vastagsága 1,5 milliméter. Előlapján a République Française Francia Köztársaság felirat és a köztársaságot szimbolizáló vető nőalak (La Semeuse) látható, háttérben a felkelő nappal. A nőalak lábánál az érme tervezőjének neve (O´Roty) olvasható. Hátlapján körben a francia forradalom jelmondata (Szabadság, egyenlőség, testvériség) olvasható, alul az évszámmal és a verdejeggyel (Párizs). Középen az értékjelzés alatt (1 FRANC) olajág helyezkedik el. 

## Vert mennyiség
Az egyfrankosból 1960-2001 között (a próba- és emlékvereteket nem számítva) 1 972 404 439 példány készült. Az első kibocsátás évében, 1960-ban verték a legnagyobb mennyiséget (406 millió), majd 1978-ig minden évben (1963 kivételével, amikor nem készült egyfrankos) tízmillió feletti példányszámban vertek egyfrankosokat. Léteznek 1959-es évszámmal vert próbaveretek (essai) is (4000 db). Az 1979-1990 közötti években csupán tízezres nagyságrendben verték, így ezek az évjáratok (az 1985-ös kivételével) ritkának számítanak. A kilencvenes években 1991, 1992, 1994 és 1999 a gyakori évszámok, a többi ritkának számít. 2000-ben nem vertek egyfrankost, az euró bevezetése előtti utolsó évben (2001) viszont mintegy 20 millió példány készült belőle. 
| Évjárat | Vert mennyiség (db) |
| ------- | ------------------- |
| 1960    | 406 375 000         |
| 1961    | 119 611 306         |
| 1962    | 14 014 136          |
| 1964    | 77 450 600          |
| 1965    | 44 286 591          |
| 1966    | 38 045 138          |
| 1967    | 11 322 305          |
| 1968    | 51 553 000          |
| 1969    | 70 601 050          |
| 1970    | 42 570 000          |
| 1971    | 42 487 000          |
| 1972    | 42 560 000          |
| 1973    | 70 079 000          |
| 1974    | 82 333 811          |
| 1975    | 101 737 011         |
| 1976    | 192 555 711         |
| 1977    | 230 111 011         |
| 1978    | 136 604 011         |
| 1979    | 50 511              |
| 1980    | 60 000              |
| 1981    | 50 011              |
| 1982    | 91 311              |
| 1983    | 100 922             |
| 1984    | 50 347              |
| 1985    | 6 990 000           |
| 1986    | 15 000              |
| 1987    | 81 000              |
| 1988    | 95 576              |
| 1989    | 94 449              |
| 1990    | 15 000              |
| 1991    | 54 988 011          |
| 1992    | 29 968 011          |
| 1993    | 20 011              |
| 1994    | 4 792 000           |
| 1995    | 19 011              |
| 1996    | 5 000               |
| 1997    | 15 000              |
| 1998    | 25 000              |
| 1999    | 80 457 513          |
| 2001    | 20 125 013          |

## Emlékveretek
Az egyfrankos méreteivel ötféle forgalmi emlékpénzt is kibocsátottak 1988 után, ezek a következőek:
- 1988: Az Ötödik Köztársaság megalakulásának 50. évfordulójára, Charles de Gaulle arcképével.
- 1989: a Generális Rendek összehívásának 200. évfordulójára
- 1992: a Francia Köztársaság megalakulásának 200. évfordulójára a korabali érmeképek (első Marianne-portré 1796-ból, első germinali frank 1803-ból) felhasználásával.
- 1995: az Institut de France megalakulásának 200. évfordulójára.
- 1996: Jacques Rueff közgazdász születésének 100. évfordulójára.

Valamennyi emlékérme bekerült a köznapi forgalomba, az 1988-as és 1992-es veretek (50, illetve 30 milliós példányszámuk miatt) a többieknél jóval gyakrabban fordultak elő a forgalomban.
| Évjárat | Vert mennyiség (db) |
| ------- | ------------------- |
| 1988    | 49 917 000          |
| 1989    | 5 012 011           |
| 1992    | 30 000 033          |
| 1995    | 4 976 011           |
| 1996    | 2 978 513           |

## Képtár

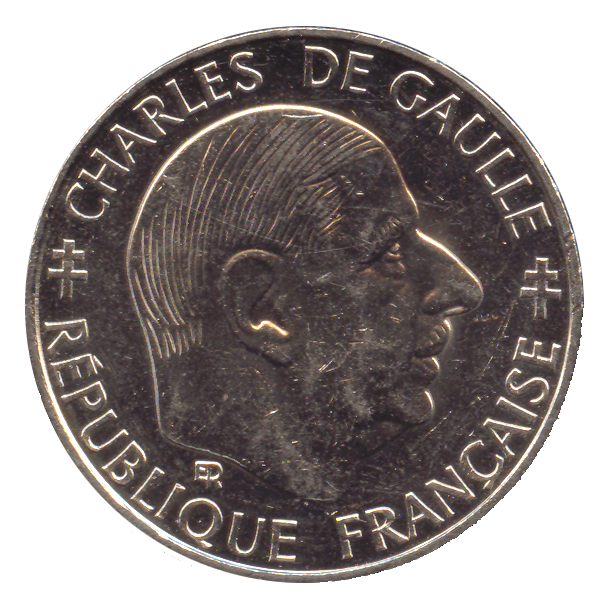
1988-előlap
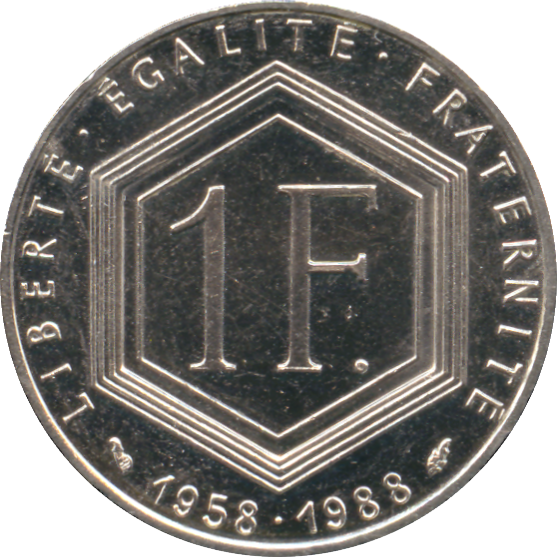
1988-hátlap
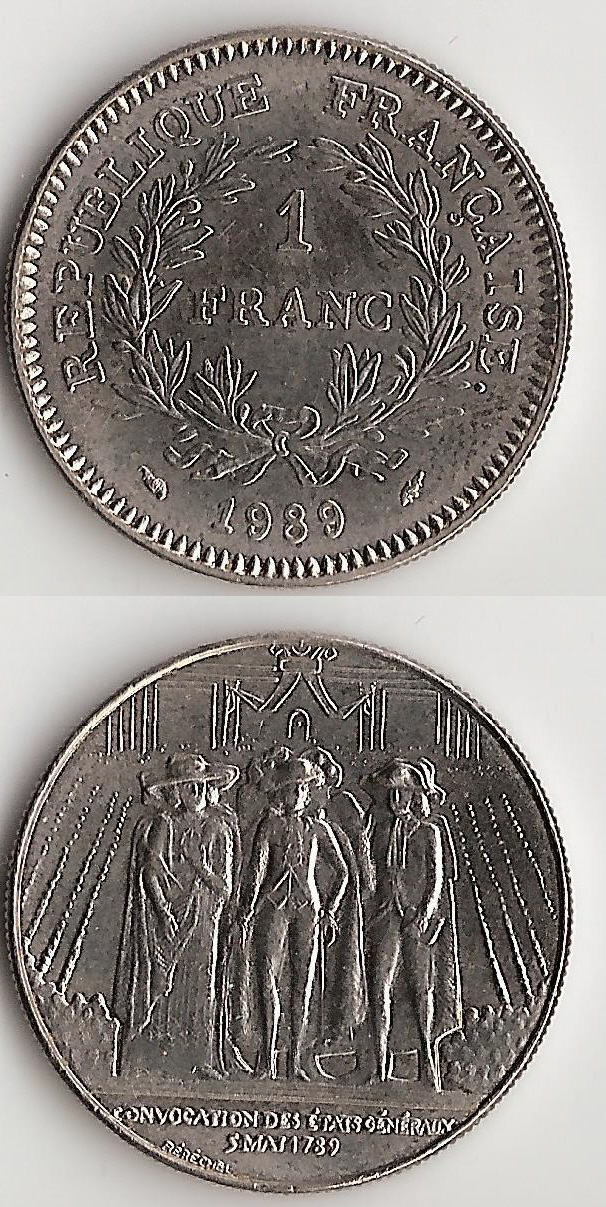
1989
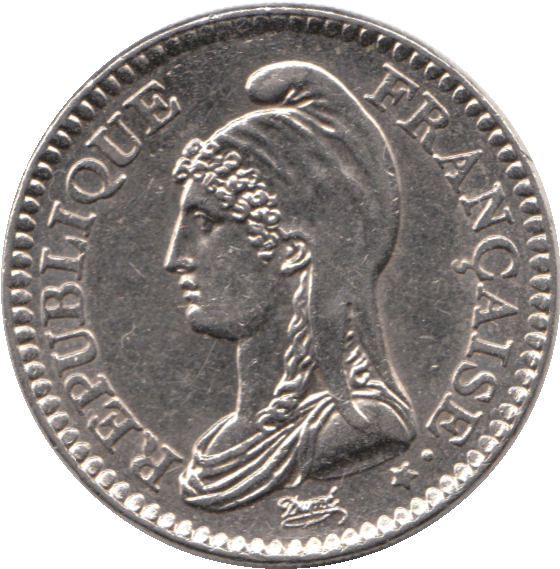
1992-előlap
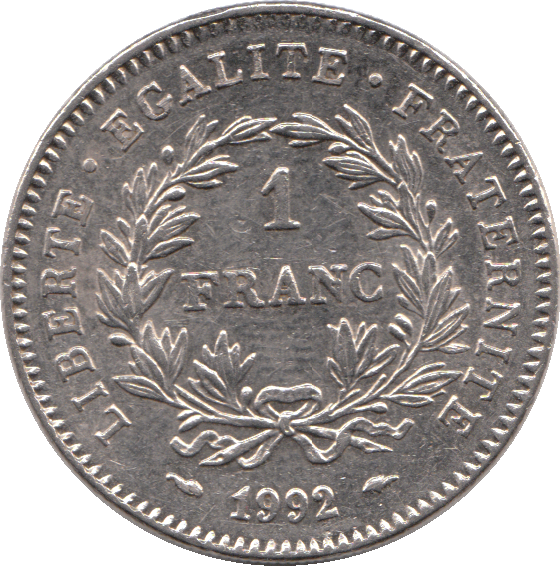
1992-hátlap

## Külső hivatkozások
- Verési adatok[halott link]
- Verési adatok